# Fernando Ovelar
Fernando Fabián Ovelar Martínez (Asunción, 6 de enero de 2004) es un futbolista paraguayo. Juega como mediapunta y su equipo actual es Unión Española de la Primera División de Chile.
Es el segundo futbolista más joven que debutó como profesional en la historia del fútbol paraguayo, con 14 años, 9 meses y 22 días.

## Trayectoria

### Cerro Porteño
Ovelar debutó en primera división con el club Cerro Porteño el 28 de octubre de 2018 con un empate 1-1 ante el Club Atlético 3 de Febrero en el Estadio General Pablo Rojas por la fecha 16 del Torneo Clausura 2018.
Con 14 años, 9 meses 27 días, Fernando Ovelar entró en la historia grande del fútbol paraguayo al convertirse en el futbolista más joven en anotar un gol en Primera División del balompié guaraní y, además, en un superclásico. Y qué golazo anotó el chiquilín.

#### Récord
Se convirtió en el segundo más joven en debutar en la primera división del fútbol paraguayo con 14 años de edad, 9 meses y 22 días, con la casaca número 17 de Cerro Porteño y arrebatando ese récord al exjugador del club Olimpia, Gustavo Neffa, que lo hizo con 15 años de edad, 8 meses y 16 días en el año 1987. Asimismo, se convirtió en el futbolista más joven en disputar un clásico en el fútbol paraguayo y el segundo jugador más joven en marcar en primera a nivel mundial, según un experto en estadísticas de ESPN Deportes.
El chico de sólo 14 años, nueve meses y 27 días se convirtió en el primer jugador más joven del mundo en convertir en un Superclasico en su segundo partido en la Primera División del futbol paraguayo 04/11/2018 19:08hs.

### C. F. Pachuca
El 8 de enero de 2023, el Pachuca Club de Fútbol de México, anunció su contratación.

### Unión Española
En febrero del año 2024, el futbolista es presentado en la Unión Españolapara competir en la primera división del futbol chileno y copa Chile, en calidad de préstamo hasta finalizar la temporada.
El 9 de marzo del mismo año Ovelar anota su primer gol con el equipo hispano, en la victoria 3 a 0 ante Audax Italiano. 

## Selección nacional
El 12 de diciembre de 2018, Ovelar debutó con la selección de fútbol sub-17 de Paraguay, anotando en la victoria por 1-0 ante la selección de fútbol sub-17 de México.
En 2019, a la edad de 15 años, participó del Campeonato Sudamericano de Fútbol Sub-17 de 2019 destacándose en varias oportunidades de entre sus compañeros de selección.

## Legado deportivo
El abuelo de Ovelar, Gerónimo Ovelar, también fue un futbolista profesional que jugó para el club Cerro Porteño y en la selección de fútbol de Paraguay en las décadas de los 70 y 80.

## Clubes
| Club | Div.       | Temporada  | Liga  | Liga  | Copas nacionales(1) | Copas nacionales(1) | Copas internacionales(2) | Copas internacionales(2) | Total | Total | Promedio |
| Club | Div.       | Temporada  | Part. | Goles | Part.               | Goles               | Part.                    | Goles                    | Part. | Goles | Promedio |
| --- | ---------- | ---------- | ----- | ----- | ------------------- | ------------------- | ------------------------ | ------------------------ | ----- | ----- | -------- |
| Cerro Porteño Paraguay | 1.ª        | 2018-C     | 7     | 1     | 0                   | 0                   | 0                        | 0                        | 7     | 1     | 0.14     |
| Cerro Porteño Paraguay | 1.ª        | 2019-A     | 2     | 0     | 0                   | 0                   | 0                        | 0                        | 2     | 0     | 0.00     |
| Cerro Porteño Paraguay | 1.ª        | 2020-A     | 1     | 0     | 0                   | 0                   | 0                        | 0                        | 1     | 0     | 0.00     |
| Cerro Porteño Paraguay | 1.ª        | 2020-C     | 1     | 0     | 0                   | 0                   | 0                        | 0                        | 1     | 0     | 0.00     |
| Cerro Porteño Paraguay | 1.ª        | 2021-A     | 5     | 0     | 0                   | 0                   | 2                        | 0                        | 7     | 0     | 0.00     |
| Cerro Porteño Paraguay | 1.ª        | 2021-C     | 1     | 0     | 0                   | 0                   | 0                        | 0                        | 1     | 0     | 0.00     |
| Cerro Porteño Paraguay | 1.ª        | 2022-A     | 4     | 0     | 0                   | 0                   | 0                        | 0                        | 4     | 0     | 0.00     |
| Cerro Porteño Paraguay | 1.ª        | 2022-C     | 11    | 1     | 0                   | 0                   | 0                        | 0                        | 11    | 1     | 0.09     |
| Cerro Porteño Paraguay | Total club | Total club | 32    | 2     | 0                   | 0                   | 2                        | 0                        | 34    | 2     | 0.06     |
| CF Pachuca México | 1.ª        | 2022-23    | 0     | 0     | 1                   | 0                   | 0                        | 0                        | 1     | 0     | 0.00     |
| CF Pachuca México | U23        | 2022-23    | 10    | 0     | 0                   | 0                   | —                        | —                        | 10    | 0     | 0.00     |
| CF Pachuca México | 1.ª        | 2023-24    | 2     | 0     | 0                   | 0                   | 0                        | 0                        | 2     | 0     | 0.00     |
| CF Pachuca México | Total club | Total club | 12    | 0     | 1                   | 0                   | 0                        | 0                        | 13    | 0     | 0.00     |
| Atlante FC México | 2.ª        | 2023-24    | 19    | 0     | 0                   | 0                   | —                        | —                        | 19    | 0     | 0.00     |
| Atlante FC México | Total club | Total club | 19    | 0     | 0                   | 0                   | 0                        | 0                        | 19    | 0     | 0.00     |
| Unión Española Chile | 1.ª        | 2024       | 21    | 4     | 4                   | 0                   | —                        | —                        | 25    | 4     | 0.16     |
| Unión Española Chile | Total club | Total club | 21    | 4     | 4                   | 0                   | 0                        | 0                        | 25    | 4     | 0.16     |
| Total club | Total club | Total club | 84    | 6     | 5                   | 0                   | 2                        | 0                        | 91    | 6     | 0.06     |
| 1. Incluye datos del Campeón de Campeones (2023). 2. ↑ Incluye datos de la Copa Chile (2024-Act.) 3. ↑ Incluye datos de Copa Libertadores (2021) 4. ↑ No incluye datos de partidos amistosos. |            |            |       |       |                     |                     |                          |                          |       |       |          |

## Palmarés
| Título          | Club          | País     | Año  |
| --------------- | ------------- | -------- | ---- |
| Torneo Apertura | Cerro Porteño | Paraguay | 2020 |
| Torneo Clausura | Cerro Porteño | Paraguay | 2021 |